# Estação Massangana
A Estação Massangana é uma das estações do Sistema de Trens Urbanos de Natal, situada em Ceará-Mirim, entre a Estação Lagoa Grande e a Estação Extremoz. Faz parte da Linha Norte.
Foi inaugurada em 15 de fevereiro de 1939. Localiza-se na RN-307. Atende o povoado de Massangana.